# Svijet u plamenu (televizijska serija)
Svijet u plamenu (eng. World on Fire) je britanska povijesno-dramska televizijska serija autora Petera Bowkera. Smještena u Drugom svjetskom ratu, serija prati isprepletene živote običnih civila diljem Europe koji su zahvaćeni ratom.
Serija se prikazuje na BBC One od 29. rujna 2019., dok u Hrvatskoj se prikazuje na Trećem programu HRT-a od 3. svibnja 2023. i na platformi Voyo od 21. ožujka 2021.

## Radnja
Priča o učincima Drugog svjetskog rata na živote običnih ljudi sa svih strana sukoba.
Prva sezona događa se u razdoblju od ožujka 1939. do srpnja 1940. a govori o prvoj godini rata. Uz to vidimo posjete Parizu, Varšavi, Manchesteru, Berlinu i Dunkerque. U njemu su detaljno opisani događaji kao što su obrana poljske pošte u Danzigu, Bitka kod La Plate, operacija Dinamo i bitka za Britaniju.
Druga sezona obuhvaća događaje od listopada 1940. do svibnja 1941. i prikazuje početak Blitza u Manchesteru i sjevernoafričku kampanju (uključujući operaciju Kompas i opsadu Tobruka), a istovremeno se vraća u okupiranu Francusku i nacističku Njemačku, pri čemu se prikazuju pokret otpora i lebensbornski program.

## Pregled serije
U Hrvatskoj seriju je moguće gledati prvu sezonu od 21. ožujka 2021. na platformi Voyo dok se na  Trećem programu HRT-a prva sezona prikazivala od 3. svibnja 2023. godine.
| Sezona | Sezona | Epizode | Britansko prikazivanje | Britansko prikazivanje | Hrvatsko prikazivanje | Hrvatsko prikazivanje |
| Sezona | Sezona | Epizode | Premijera              | Finale                 | Premijera             | Finale                |
| ------ | ------ | ------- | ---------------------- | ---------------------- | --------------------- | --------------------- |
|        | 1.     | 7       | 29. rujna 2019.        | 10. studenoga 2019.    | 3. svibnja 2023.      | 15. svibnja 2023.     |
|        | 2.     | 6       | 16. srpnja 2023.       | 20. kolovoza 2023.     | –                     | –                     |

## Glumačka postava
- Jonah Hauer-King kao Harry Chase
- Helen Hunt kao Nancy Campbell
- Sean Bean kao Douglas Bennett
- Lesley Manville kao Robina Chase
- Julia Brown kao Lois Bennett
- Zofia Wichłacz kao Kasia Tomaszeski
- Brian J. Smith kao Webster O'Connor
- Parker Sawyers kao Albert Fallou
- Blake Harrison kao Sergeant Stan Raddings
- Ewan Mitchell kao Tom Bennett
- Mateusz Więcławek kao Grzegorz Tomaszeski
- Eugénie Derouand kao Henriette Guilbert
- Mark Bonnar kao Sir James Danemere
- Ahad Raza Mir kao Rajib Pal
- Miriam Schiweck kao Marga Kühne
- Gregg Sulkin kao David

## Vanjske poveznice
- Službena stranica na bbc.co.uk
- Svijet u plamenu u internetskoj bazi filmova IMDb-a